# فهرست سیارک‌ها (۳۰۰۱–۴۰۰۱)
فهرست سیارک‌ها (۳۰۰۱ - ۴۰۰۱) فهرست سیارک‌ها از ۳۰۰۱ تا ۴۰۰۱ است.
| نام  | نام انگلیسی     | تاریخ کشف       |
| ---- | --------------- | --------------- |
| ۳۰۰۱ | Michelangelo    | ۲۴ ژانویه ۱۹۸۲  |
| ۳۰۰۲ | Delasalle       | ۲۰ مارس ۱۹۸۲    |
| ۳۰۰۳ | Koncek          | ۲۸ دسامبر ۱۹۸۳  |
| ۳۰۰۴ | Knud            | ۲۷ فوریه ۱۹۷۶   |
| ۳۰۰۵ | Pervictoralex   | ۲۲ اوت ۱۹۷۹     |
| ۳۰۰۶ | Livadia         | ۲۴ سپتامبر ۱۹۷۹ |
| ۳۰۰۷ | Reaves          | ۱۷ اکتبر ۱۹۷۹   |
| ۳۰۰۸ | Nojiri          | ۱۷ نوامبر ۱۹۳۸  |
| ۳۰۰۹ | Coventry        | ۲۲ سپتامبر ۱۹۷۳ |
| ۳۰۱۰ | Ushakov         | ۲۷ سپتامبر ۱۹۷۸ |
| ۳۰۱۱ | Chongqing       | ۲۶ نوامبر ۱۹۷۸  |
| ۳۰۱۲ | Minsk           | ۲۷ اوت ۱۹۷۹     |
| ۳۰۱۳ | Dobrovoleva     | ۲۳ سپتامبر ۱۹۷۹ |
| ۳۰۱۴ | Huangsushu      | ۱۱ اکتبر ۱۹۷۹   |
| ۳۰۱۵ | Candy           | ۹ نوامبر ۱۹۸۰   |
| ۳۰۱۶ | Meuse           | ۱ مارس ۱۹۸۱     |
| ۳۰۱۷ | Petrovic        | ۲۵ اکتبر ۱۹۸۱   |
| ۳۰۱۸ | Godiva          | ۲۱ مه ۱۹۸۲      |
| ۳۰۱۹ | Kulin           | ۷ ژانویه ۱۹۴۰   |
| ۳۰۲۰ | Naudts          | ۲ اوت ۱۹۴۹      |
| ۳۰۲۱ | Lucubratio      | ۶ فوریه ۱۹۶۷    |
| ۳۰۲۲ | Dobermann       | ۱۶ سپتامبر ۱۹۸۰ |
| ۳۰۲۳ | Heard           | ۵ مه ۱۹۸۱       |
| ۳۰۲۴ | Hainan          | ۲۳ اکتبر ۱۹۸۱   |
| ۳۰۲۵ | Higson          | ۲۰ اوت ۱۹۸۲     |
| ۳۰۲۶ | Sarastro        | ۱۲ اکتبر ۱۹۷۷   |
| ۳۰۲۷ | Shavarsh        | ۸ اوت ۱۹۷۸      |
| ۳۰۲۸ | Zhangguoxi      | ۹ اکتبر ۱۹۷۸    |
| ۳۰۲۹ | Sanders         | ۱ مارس ۱۹۸۱     |
| ۳۰۳۰ | Vehrenberg      | ۱ مارس ۱۹۸۱     |
| ۳۰۳۱ | Houston         | ۸ فوریه ۱۹۸۴    |
| ۳۰۳۲ | Evans           | ۸ فوریه ۱۹۸۴    |
| ۳۰۳۳ | Holbaek         | ۵ مارس ۱۹۸۴     |
| ۳۰۳۴ | Climenhaga      | ۲۴ سپتامبر ۱۹۱۷ |
| ۳۰۳۵ | Chambers        | ۷ مارس ۱۹۲۴     |
| ۳۰۳۶ | Krat            | ۱۱ اکتبر ۱۹۳۷   |
| ۳۰۳۷ | Alku            | ۱۷ ژانویه ۱۹۴۴  |
| ۳۰۳۸ | Bernes          | ۳۱ اوت ۱۹۷۸     |
| ۳۰۳۹ | Yangel          | ۲۶ سپتامبر ۱۹۷۸ |
| ۳۰۴۰ | Kozai           | ۲۳ ژانویه ۱۹۷۹  |
| ۳۰۴۱ | Webb            | ۱۵ آوریل ۱۹۸۰   |
| ۳۰۴۲ | Zelinsky        | ۱ مارس ۱۹۸۱     |
| ۳۰۴۲ | Zelinsky        | SA              |
| ۳۰۴۴ | Saltykov        | ۲ سپتامبر ۱۹۸۳  |
| ۳۰۴۵ | Alois           | ۸ ژانویه ۱۹۸۴   |
| ۳۰۴۶ | Moliere         | ۲۴ سپتامبر ۱۹۶۰ |
| ۳۰۴۷ | Goethe          | ۲۴ سپتامبر ۱۹۶۰ |
| ۳۰۴۸ | Guangzhou       | ۸ اکتبر ۱۹۶۴    |
| ۳۰۴۹ | Kuzbass         | ۲۸ مارس ۱۹۶۸    |
| ۳۰۵۰ | Carrera         | ۱۳ ژوئیه ۱۹۷۲   |
| ۳۰۵۱ | Nantong         | ۱۹ دسامبر ۱۹۷۴  |
| ۳۰۵۲ | Herzen          | ۱۶ دسامبر ۱۹۷۶  |
| ۳۰۵۳ | Dresden         | ۱۸ اوت ۱۹۷۷     |
| ۳۰۵۴ | Strugatskia     | ۱۱ سپتامبر ۱۹۷۷ |
| ۳۰۵۵ | Annapavlova     | ۴ اکتبر ۱۹۷۸    |
| ۳۰۵۶ | INAG            | ۱ نوامبر ۱۹۷۸   |
| ۳۰۵۷ | Malaren         | ۹ مارس ۱۹۸۱     |
| ۳۰۵۸ | Delmary         | ۱ مارس ۱۹۸۱     |
| ۳۰۵۹ | Pryor           | ۳ مارس ۱۹۸۱     |
| ۳۰۶۰ | Delcano         | ۱۲ سپتامبر ۱۹۸۲ |
| ۳۰۶۱ | Cook            | ۲۱ اکتبر ۱۹۸۲   |
| ۳۰۶۲ | Wren            | ۱۴ دسامبر ۱۹۸۲  |
| ۳۰۶۳ | Makhaon         | ۴ اوت ۱۹۸۳      |
| ۳۰۶۴ | Zimmer          | ۲۸ ژانویه ۱۹۸۴  |
| ۳۰۶۵ | Sarahill        | ۸ فوریه ۱۹۸۴    |
| ۳۰۶۶ | McFadden        | ۱ مارس ۱۹۸۴     |
| ۳۰۶۷ | Akhmatova       | ۱۴ اکتبر ۱۹۸۲   |
| ۳۰۶۸ | Khanina         | ۲۳ دسامبر ۱۹۸۲  |
| ۳۰۶۹ | Heyrovsky       | ۱۶ اکتبر ۱۹۸۲   |
| ۳۰۷۰ | Aitken          | ۴ آوریل ۱۹۴۹    |
| ۳۰۷۱ | Nesterov        | ۲۸ مارس ۱۹۷۳    |
| ۳۰۷۲ | Vilnius         | ۵ سپتامبر ۱۹۷۸  |
| ۳۰۷۳ | Kursk           | ۲۴ سپتامبر ۱۹۷۹ |
| ۳۰۷۴ | Popov           | ۲۴ دسامبر ۱۹۷۹  |
| ۳۰۷۵ | Bornmann        | ۱ مارس ۱۹۸۱     |
| ۳۰۷۶ | Garber          | ۱۳ سپتامبر ۱۹۸۲ |
| ۳۰۷۷ | Henderson       | ۲۲ سپتامبر ۱۹۸۲ |
| ۳۰۷۸ | Horrocks        | ۳۱ مارس ۱۹۸۴    |
| ۳۰۷۹ | Schiller        | ۲۴ سپتامبر ۱۹۶۰ |
| ۳۰۸۰ | Moisseiev       | ۳ اکتبر ۱۹۳۵    |
| ۳۰۸۱ | Martinuboh      | ۲۶ اکتبر ۱۹۷۱   |
| ۳۰۸۲ | Dzhalil         | ۱۷ مه ۱۹۷۲      |
| ۳۰۸۳ | OAFA            | ۱۷ ژوئن ۱۹۷۴    |
| ۳۰۸۴ | Kondratyuk      | ۱۹ اوت ۱۹۷۷     |
| ۳۰۸۵ | Donna           | ۱۸ فوریه ۱۹۸۰   |
| ۳۰۸۶ | Kalbaugh        | ۴ دسامبر ۱۹۸۰   |
| ۳۰۸۶ | Kalbaugh        | QJ۱             |
| ۳۰۸۸ | Jinxiuzhonghua  | ۲۴ اکتبر ۱۹۸۱   |
| ۳۰۸۹ | Oujianquan      | ۳ دسامبر ۱۹۸۱   |
| ۳۰۹۰ | Tjossem         | ۴ ژانویه ۱۹۸۲   |
| ۳۰۹۰ | Tjossem         | ۶۰۸۱            |
| ۳۰۹۲ | Herodotus       | ۲۴ سپتامبر ۱۹۶۰ |
| ۳۰۹۳ | Bergholz        | ۲۸ ژوئن ۱۹۷۱    |
| ۳۰۹۴ | Chukokkala      | ۲۳ مارس ۱۹۷۹    |
| ۳۰۹۵ | Omarkhayyam     | ۸ سپتامبر ۱۹۸۰  |
| ۳۰۹۶ | Bezruc          | ۲۸ اوت ۱۹۸۱     |
| ۳۰۹۷ | Tacitus         | ۲۴ سپتامبر ۱۹۶۰ |
| ۳۰۹۷ | Tacitus         | P-L             |
| ۳۰۹۹ | Hergenrother    | ۳ آوریل ۱۹۴۰    |
| ۳۱۰۰ | Zimmerman       | ۱۳ مارس ۱۹۷۷    |
| ۳۱۰۱ | Goldberger      | ۱۱ آوریل ۱۹۷۸   |
| ۳۱۰۲ | Krok            | ۲۱ اوت ۱۹۸۱     |
| ۳۱۰۳ | Eger            | ۲۰ ژانویه ۱۹۸۲  |
| ۳۱۰۴ | Durer           | ۲۴ ژانویه ۱۹۸۲  |
| ۳۱۰۵ | Stumpff         | ۸ اوت ۱۹۰۷      |
| ۳۱۰۶ | Morabito        | ۹ مارس ۱۹۸۱     |
| ۳۱۰۷ | Weaver          | ۵ مه ۱۹۸۱       |
| ۳۱۰۸ | Lyubov          | ۱۸ اوت ۱۹۷۲     |
| ۳۱۰۹ | Machin          | ۱۹ فوریه ۱۹۷۴   |
| ۳۱۱۰ | Wagman          | ۲۸ سپتامبر ۱۹۷۵ |
| ۳۱۱۱ | Misuzu          | ۱۹ فوریه ۱۹۷۷   |
| ۳۱۱۲ | Velimir         | ۲۲ اوت ۱۹۷۷     |
| ۳۱۱۳ | Chizhevskij     | ۱ سپتامبر ۱۹۷۸  |
| ۳۱۱۴ | Ercilla         | ۱۹ مارس ۱۹۸۰    |
| ۳۱۱۵ | Baily           | ۳ اوت ۱۹۸۱      |
| ۳۱۱۶ | Goodricke       | ۱۱ فوریه ۱۹۸۳   |
| ۳۱۱۷ | Niepce          | ۱۱ فوریه ۱۹۸۳   |
| ۳۱۱۸ | Claytonsmith    | ۱۹ ژوئیه ۱۹۷۴   |
| ۳۱۱۹ | Dobronravin     | ۳۰ دسامبر ۱۹۷۲  |
| ۳۱۲۰ | Dangrania       | ۱۴ سپتامبر ۱۹۷۹ |
| ۳۱۲۱ | Tamines         | ۲ مارس ۱۹۸۱     |
| ۳۱۲۲ | Florence        | ۲ مارس ۱۹۸۱     |
| ۳۱۲۳ | Dunham          | ۳۰ اوت ۱۹۸۱     |
| ۳۱۲۴ | Kansas          | ۳ نوامبر ۱۹۸۱   |
| ۳۱۲۵ | Hay             | ۲۴ ژانویه ۱۹۸۲  |
| ۳۱۲۶ | Davydov         | ۸ اکتبر ۱۹۶۹    |
| ۳۱۲۷ | Bagration       | ۲۷ سپتامبر ۱۹۷۳ |
| ۳۱۲۸ | Obruchev        | ۲۳ مارس ۱۹۷۹    |
| ۳۱۲۹ | Bonestell       | ۲۵ ژوئن ۱۹۷۹    |
| ۳۱۳۰ | Hillary         | ۲۰ دسامبر ۱۹۸۱  |
| ۳۱۳۱ | Mason-Dixon     | ۲۴ ژانویه ۱۹۸۲  |
| ۳۱۳۲ | Landgraf        | ۲۹ نوامبر ۱۹۴۰  |
| ۳۱۳۳ | Sendai          | ۴ اکتبر ۱۹۰۷    |
| ۳۱۳۴ | Kostinsky       | ۵ نوامبر ۱۹۲۱   |
| ۳۱۳۵ | Lauer           | ۱ مارس ۱۹۸۱     |
| ۳۱۳۶ | Anshan          | ۱۸ نوامبر ۱۹۸۱  |
| ۳۱۳۷ | Horky           | ۱۶ سپتامبر ۱۹۸۲ |
| ۳۱۳۸ | Ciney           | ۲۲ مه ۱۹۸۰      |
| ۳۱۳۹ | Shantou         | ۱۱ نوامبر ۱۹۸۰  |
| ۳۱۴۰ | Stellafane      | ۹ ژانویه ۱۹۸۳   |
| ۳۱۴۱ | Buchar          | ۲ سپتامبر ۱۹۸۴  |
| ۳۱۴۲ | Kilopi          | ۹ ژانویه ۱۹۳۷   |
| ۳۱۴۳ | Genecampbell    | ۳۱ اکتبر ۱۹۸۰   |
| ۳۱۴۴ | Brosche         | ۱۰ اکتبر ۱۹۳۱   |
| ۳۱۴۴ | Brosche         | RY              |
| ۳۱۴۶ | Dato            | ۱۷ مه ۱۹۷۲      |
| ۳۱۴۷ | Samantha        | ۱۶ دسامبر ۱۹۷۶  |
| ۳۱۴۸ | Grechko         | ۲۴ سپتامبر ۱۹۷۹ |
| ۳۱۴۹ | Okudzhava       | ۲۲ سپتامبر ۱۹۸۱ |
| ۳۱۵۰ | Tosa            | ۱۱ فوریه ۱۹۸۳   |
| ۳۱۵۱ | Talbot          | ۱۸ آوریل ۱۹۸۳   |
| ۳۱۵۲ | Jones           | ۷ ژوئن ۱۹۸۳     |
| ۳۱۵۳ | Lincoln         | ۲۸ سپتامبر ۱۹۸۴ |
| ۳۱۵۴ | Grant           | ۲۸ سپتامبر ۱۹۸۴ |
| ۳۱۵۵ | Lee             | ۲۸ سپتامبر ۱۹۸۴ |
| ۳۱۵۶ | Ellington       | ۱۵ مارس ۱۹۵۳    |
| ۳۱۵۷ | Novikov         | ۲۵ سپتامبر ۱۹۷۳ |
| ۳۱۵۸ | Anga            | ۲۴ سپتامبر ۱۹۷۶ |
| ۳۱۵۹ | Prokofʹev       | ۲۶ اکتبر ۱۹۷۶   |
| ۳۱۶۰ | Angerhofer      | ۱۴ ژوئن ۱۹۸۰    |
| ۳۱۶۱ | Beadell         | ۹ اکتبر ۱۹۸۰    |
| ۳۱۶۲ | Nostalgia       | ۱۶ دسامبر ۱۹۸۰  |
| ۳۱۶۳ | Randi           | ۲۸ اوت ۱۹۸۱     |
| ۳۱۶۴ | Prast           | ۲۴ سپتامبر ۱۹۶۰ |
| ۳۱۶۵ | Mikawa          | ۳۱ اوت ۱۹۸۴     |
| ۳۱۶۶ | Klondike        | ۳۰ مارس ۱۹۴۰    |
| ۳۱۶۷ | Babcock         | ۱۳ سپتامبر ۱۹۵۵ |
| ۳۱۶۷ | Babcock         | XM              |
| ۳۱۶۹ | Ostro           | ۴ ژوئن ۱۹۸۱     |
| ۳۱۷۰ | Dzhanibekov     | ۲۴ سپتامبر ۱۹۷۹ |
| ۳۱۷۱ | Wangshouguan    | ۱۹ نوامبر ۱۹۷۹  |
| ۳۱۷۲ | Hirst           | ۲۴ نوامبر ۱۹۸۱  |
| ۳۱۷۳ | McNaught        | ۲۴ نوامبر ۱۹۸۱  |
| ۳۱۷۴ | Alcock          | ۲۶ اکتبر ۱۹۸۴   |
| ۳۱۷۵ | Netto           | ۱۶ دسامبر ۱۹۷۹  |
| ۳۱۷۶ | Paolicchi       | ۱۳ نوامبر ۱۹۸۰  |
| ۳۱۷۷ | Chillicothe     | ۸ ژانویه ۱۹۳۴   |
| ۳۱۷۸ | Yoshitsune      | ۲۱ نوامبر ۱۹۸۴  |
| ۳۱۷۹ | Beruti          | ۳۱ مارس ۱۹۶۲    |
| ۳۱۸۰ | Morgan          | ۷ سپتامبر ۱۹۶۲  |
| ۳۱۸۱ | Ahnert          | ۸ مارس ۱۹۶۴     |
| ۳۱۸۲ | Shimanto        | ۲۷ نوامبر ۱۹۸۴  |
| ۳۱۸۳ | Franzkaiser     | ۲ اوت ۱۹۴۹      |
| ۳۱۸۴ | Raab            | ۲۲ اوت ۱۹۴۹     |
| ۳۱۸۵ | Clintford       | ۱۱ نوامبر ۱۹۵۳  |
| ۳۱۸۶ | Manuilova       | ۲۲ سپتامبر ۱۹۷۳ |
| ۳۱۸۷ | Dalian          | ۱۰ اکتبر ۱۹۷۷   |
| ۳۱۸۸ | Jekabsons       | ۲۸ ژوئیه ۱۹۷۸   |
| ۳۱۸۹ | Penza           | ۱۳ سپتامبر ۱۹۷۸ |
| ۳۱۹۰ | Aposhanskij     | ۲۶ سپتامبر ۱۹۷۸ |
| ۳۱۹۱ | Svanetia        | ۲۲ سپتامبر ۱۹۷۹ |
| ۳۱۹۲ | A'Hearn         | ۳۰ ژانویه ۱۹۸۲  |
| ۳۱۹۳ | Elliot          | ۲۰ فوریه ۱۹۸۲   |
| ۳۱۹۴ | Dorsey          | ۲۷ مه ۱۹۸۲      |
| ۳۱۹۵ | Fedchenko       | ۸ اوت ۱۹۷۸      |
| ۳۱۹۶ | Maklaj          | ۱ سپتامبر ۱۹۷۸  |
| ۳۱۹۷ | Weissman        | ۱ ژانویه ۱۹۸۱   |
| ۳۱۹۸ | Wallonia        | ۳۰ دسامبر ۱۹۸۱  |
| ۳۱۹۹ | Nefertiti       | ۱۳ سپتامبر ۱۹۸۲ |
| ۳۲۰۰ | Phaethon        | ۱۱ اکتبر ۱۹۸۳   |
| ۳۲۰۱ | Sijthoff        | ۲۴ سپتامبر ۱۹۶۰ |
| ۳۲۰۲ | Graff           | ۳ ژانویه ۱۹۰۸   |
| ۳۲۰۳ | Huth            | ۱۸ سپتامبر ۱۹۳۸ |
| ۳۲۰۴ | Lindgren        | ۱ سپتامبر ۱۹۷۸  |
| ۳۲۰۵ | Boksenberg      | ۲۵ ژوئن ۱۹۷۹    |
| ۳۲۰۶ | Wuhan           | ۱۳ نوامبر ۱۹۸۰  |
| ۳۲۰۷ | Spinrad         | ۲ مارس ۱۹۸۱     |
| ۳۲۰۸ | Lunn            | ۳ مه ۱۹۸۱       |
| ۳۲۰۹ | Buchwald        | ۲۴ ژانویه ۱۹۸۲  |
| ۳۲۱۰ | Lupishko        | ۲۹ نوامبر ۱۹۸۳  |
| ۳۲۱۱ | Louispharailda  | ۱۰ فوریه ۱۹۳۱   |
| ۳۲۱۲ | Agricola        | ۱۹ فوریه ۱۹۳۸   |
| ۳۲۱۳ | Smolensk        | ۱۴ ژوئیه ۱۹۷۷   |
| ۳۲۱۴ | Makarenko       | ۲ اکتبر ۱۹۷۸    |
| ۳۲۱۵ | Lapko           | ۲۳ ژانویه ۱۹۸۰  |
| ۳۲۱۶ | Harrington      | ۴ سپتامبر ۱۹۸۰  |
| ۳۲۱۷ | Seidelmann      | ۲ سپتامبر ۱۹۸۰  |
| ۳۲۱۸ | Delphine        | ۲۴ سپتامبر ۱۹۶۰ |
| ۳۲۱۹ | Komaki          | ۴ فوریه ۱۹۳۴    |
| ۳۲۲۰ | Murayama        | ۲۲ نوامبر ۱۹۵۱  |
| ۳۲۲۱ | Changshi        | ۲ دسامبر ۱۹۸۱   |
| ۳۲۲۲ | Liller          | ۱۰ ژوئیه ۱۹۸۳   |
| ۳۲۲۳ | Forsius         | ۷ سپتامبر ۱۹۴۲  |
| ۳۲۲۴ | Irkutsk         | ۱۱ سپتامبر ۱۹۷۷ |
| ۳۲۲۵ | Hoag            | ۲۰ اوت ۱۹۸۲     |
| ۳۲۲۶ | Plinius         | ۲۴ سپتامبر ۱۹۶۰ |
| ۳۲۲۷ | Hasegawa        | ۲۴ فوریه ۱۹۲۸   |
| ۳۲۲۸ | Pire            | ۸ فوریه ۱۹۳۵    |
| ۳۲۲۹ | Solnhofen       | ۹ اوت ۱۹۱۶      |
| ۳۲۳۰ | Vampilov        | ۸ ژوئن ۱۹۷۲     |
| ۳۲۳۱ | Mila            | ۴ سپتامبر ۱۹۷۲  |
| ۳۲۳۲ | Brest           | ۱۹ سپتامبر ۱۹۷۴ |
| ۳۲۳۳ | Krisbarons      | ۹ سپتامبر ۱۹۷۷  |
| ۳۲۳۴ | Hergiani        | ۳۱ اوت ۱۹۷۸     |
| ۳۲۳۵ | Melchior        | ۶ مارس ۱۹۸۱     |
| ۳۲۳۶ | Strand          | ۲۴ ژانویه ۱۹۸۲  |
| ۳۲۳۷ | Victorplatt     | ۲۵ سپتامبر ۱۹۸۴ |
| ۳۲۳۸ | Timresovia      | ۸ نوامبر ۱۹۷۵   |
| ۳۲۳۹ | Meizhou         | ۲۹ اکتبر ۱۹۷۸   |
| ۳۲۴۰ | Laocoon         | ۷ نوامبر ۱۹۷۸   |
| ۳۲۴۱ | Yeshuhua        | ۲۸ نوامبر ۱۹۷۸  |
| ۳۲۴۲ | Bakhchisaraj    | ۲۲ سپتامبر ۱۹۷۹ |
| ۳۲۴۳ | Skytel          | ۱۹ فوریه ۱۹۸۰   |
| ۳۲۴۴ | Petronius       | ۲۴ سپتامبر ۱۹۶۰ |
| ۳۲۴۵ | Jensch          | ۲۷ اکتبر ۱۹۷۳   |
| ۳۲۴۶ | Bidstrup        | ۱ آوریل ۱۹۷۶    |
| ۳۲۴۶ | Bidstrup        | YE              |
| ۳۲۴۸ | Farinella       | ۲۱ مارس ۱۹۸۲    |
| ۳۲۴۹ | Musashino       | ۱۸ فوریه ۱۹۷۷   |
| ۳۲۵۰ | Martebo         | ۶ مارس ۱۹۷۹     |
| ۳۲۵۱ | Eratosthenes    | ۲۴ سپتامبر ۱۹۶۰ |
| ۳۲۵۲ | Johnny          | ۲ مارس ۱۹۸۱     |
| ۳۲۵۳ | Gradie          | ۲۸ آوریل ۱۹۸۲   |
| ۳۲۵۴ | Bus             | ۱۷ اکتبر ۱۹۸۲   |
| ۳۲۵۵ | Tholen          | ۲ سپتامبر ۱۹۸۰  |
| ۳۲۵۶ | Daguerre        | ۲۶ سپتامبر ۱۹۸۱ |
| ۳۲۵۷ | Hanzlik         | ۱۵ آوریل ۱۹۸۲   |
| ۳۲۵۸ | Somnium         | ۸ سپتامبر ۱۹۸۳  |
| ۳۲۵۹ | Brownlee        | ۲۵ سپتامبر ۱۹۸۴ |
| ۳۲۶۰ | Vizbor          | ۲۰ سپتامبر ۱۹۷۴ |
| ۳۲۶۱ | Tvardovskij     | ۲۲ سپتامبر ۱۹۷۹ |
| ۳۲۶۲ | Miune           | ۲۸ نوامبر ۱۹۸۳  |
| ۳۲۶۳ | Bligh           | ۵ فوریه ۱۹۳۲    |
| ۳۲۶۴ | Bounty          | ۷ ژانویه ۱۹۳۴   |
| ۳۲۶۵ | Fletcher        | ۹ نوامبر ۱۹۵۳   |
| ۳۲۶۶ | Bernardus       | ۱۱ اوت ۱۹۷۸     |
| ۳۲۶۷ | Glo             | ۳ ژانویه ۱۹۸۱   |
| ۳۲۶۷ | Glo             | DD              |
| ۳۲۶۹ | Vibert-Douglas  | ۶ مارس ۱۹۸۱     |
| ۳۲۷۰ | Dudley          | ۱۸ فوریه ۱۹۸۲   |
| ۳۲۷۱ | Ul              | ۱۴ سپتامبر ۱۹۸۲ |
| ۳۲۷۲ | Tillandz        | ۲۴ فوریه ۱۹۳۸   |
| ۳۲۷۳ | Drukar          | ۳ اکتبر ۱۹۷۵    |
| ۳۲۷۴ | Maillen         | ۲۳ اوت ۱۹۸۱     |
| ۳۲۷۵ | Oberndorfer     | ۲۵ آوریل ۱۹۸۲   |
| ۳۲۷۵ | Oberndorfer     | RZ۱             |
| ۳۲۷۷ | Aaronson        | ۸ ژانویه ۱۹۸۴   |
| ۳۲۷۸ | Behounek        | ۲۷ ژانویه ۱۹۸۴  |
| ۳۲۷۹ | Solon           | ۱۷ اکتبر ۱۹۶۰   |
| ۳۲۸۰ | Gretry          | ۱۷ سپتامبر ۱۹۳۳ |
| ۳۲۸۱ | Maupertuis      | ۲۴ فوریه ۱۹۳۸   |
| ۳۲۸۱ | Maupertuis      | DA              |
| ۳۲۸۳ | Skorina         | ۲۷ اوت ۱۹۷۹     |
| ۳۲۸۴ | Niebuhr         | ۱۳ ژوئیه ۱۹۵۳   |
| ۳۲۸۴ | Niebuhr         | VW۱             |
| ۳۲۸۶ | Anatoliya       | ۲۳ ژانویه ۱۹۸۰  |
| ۳۲۸۷ | Olmstead        | ۲۸ فوریه ۱۹۸۱   |
| ۳۲۸۸ | Seleucus        | ۲۸ فوریه ۱۹۸۲   |
| ۳۲۸۹ | Mitani          | ۷ سپتامبر ۱۹۳۴  |
| ۳۲۹۰ | Azabu           | ۱۹ سپتامبر ۱۹۷۳ |
| ۳۲۹۱ | Dunlap          | ۱۴ نوامبر ۱۹۸۲  |
| ۳۲۹۲ | Sather          | ۲۴ سپتامبر ۱۹۶۰ |
| ۳۲۹۳ | Rontaylor       | ۲۴ سپتامبر ۱۹۶۰ |
| ۳۲۹۴ | Carlvesely      | ۲۴ سپتامبر ۱۹۶۰ |
| ۳۲۹۵ | Murakami        | ۱۷ فوریه ۱۹۵۰   |
| ۳۲۹۵ | Murakami        | SF              |
| ۳۲۹۵ | Murakami        | WN۱۴            |
| ۳۲۹۸ | Massandra       | ۲۱ ژوئیه ۱۹۷۹   |
| ۳۲۹۹ | Hall            | ۱۰ اکتبر ۱۹۸۰   |
| ۳۳۰۰ | McGlasson       | ۱۰ ژوئیه ۱۹۲۸   |
| ۳۳۰۱ | Jansje          | ۶ فوریه ۱۹۷۸    |
| ۳۳۰۲ | Schliemann      | ۱۱ سپتامبر ۱۹۷۷ |
| ۳۳۰۳ | Merta           | ۳۰ اکتبر ۱۹۶۷   |
| ۳۳۰۴ | Pearce          | ۲ مارس ۱۹۸۱     |
| ۳۳۰۵ | Ceadams         | ۲۱ مه ۱۹۸۵      |
| ۳۳۰۶ | Byron           | ۲۴ سپتامبر ۱۹۷۹ |
| ۳۳۰۷ | Athabasca       | ۲۸ فوریه ۱۹۸۱   |
| ۳۳۰۸ | Ferreri         | ۱ مارس ۱۹۸۱     |
| ۳۳۰۹ | Brorfelde       | ۲۸ ژانویه ۱۹۸۲  |
| ۳۳۱۰ | Patsy           | ۹ اکتبر ۱۹۳۱    |
| ۳۳۱۱ | Podobed         | ۲۶ اوت ۱۹۷۶     |
| ۳۳۱۲ | Pedersen        | ۲۴ سپتامبر ۱۹۸۴ |
| ۳۳۱۳ | Mendel          | ۱۹ فوریه ۱۹۸۰   |
| ۳۳۱۴ | Beals           | ۳۰ مارس ۱۹۸۱    |
| ۳۳۱۵ | Chant           | ۸ فوریه ۱۹۸۴    |
| ۳۳۱۶ | Herzberg        | ۶ فوریه ۱۹۸۴    |
| ۳۳۱۷ | Paris           | ۲۶ مه ۱۹۸۴      |
| ۳۳۱۸ | Blixen          | ۲۳ آوریل ۱۹۸۵   |
| ۳۳۱۹ | Kibi            | ۱۲ مارس ۱۹۷۷    |
| ۳۳۲۰ | Namba           | ۱۴ نوامبر ۱۹۸۲  |
| ۳۳۲۱ | Dasha           | ۳ اکتبر ۱۹۷۵    |
| ۳۳۲۲ | Lidiya          | ۱ دسامبر ۱۹۷۵   |
| ۳۳۲۳ | Turgenev        | ۲۲ سپتامبر ۱۹۷۹ |
| ۳۳۲۴ | Avsyuk          | ۴ فوریه ۱۹۸۳    |
| ۳۳۲۵ | TARDIS          | ۳ مه ۱۹۸۴       |
| ۳۳۲۶ | Agafonikov      | ۲۰ مارس ۱۹۸۵    |
| ۳۳۲۷ | Campins         | ۱۴ اوت ۱۹۸۵     |
| ۳۳۲۸ | Interposita     | ۲۱ اوت ۱۹۸۵     |
| ۳۳۲۹ | Golay           | ۱۲ سپتامبر ۱۹۸۵ |
| ۳۳۳۰ | Gantrisch       | ۱۲ سپتامبر ۱۹۸۵ |
| ۳۳۳۱ | Kvistaberg      | ۲۲ اوت ۱۹۷۹     |
| ۳۳۳۲ | Raksha          | ۴ ژوئیه ۱۹۷۸    |
| ۳۳۳۳ | Schaber         | ۹ اکتبر ۱۹۸۰    |
| ۳۳۳۴ | Somov           | ۲۰ دسامبر ۱۹۸۱  |
| ۳۳۳۵ | Quanzhou        | ۱ ژانویه ۱۹۶۶   |
| ۳۳۳۶ | Grygar          | ۲۶ اکتبر ۱۹۷۱   |
| ۳۳۳۷ | Milos           | ۲۶ اکتبر ۱۹۷۱   |
| ۳۳۳۸ | Richter         | ۲۸ اکتبر ۱۹۷۳   |
| ۳۳۳۹ | Treshnikov      | ۶ ژوئن ۱۹۷۸     |
| ۳۳۴۰ | Yinhai          | ۱۲ اکتبر ۱۹۷۹   |
| ۳۳۴۱ | Hartmann        | ۱۷ ژوئیه ۱۹۸۰   |
| ۳۳۴۲ | Fivesparks      | ۲۷ ژانویه ۱۹۸۲  |
| ۳۳۴۳ | Nedzel          | ۲۸ آوریل ۱۹۸۲   |
| ۳۳۴۴ | Modena          | ۱۵ مه ۱۹۸۲      |
| ۳۳۴۵ | Tarkovskij      | ۲۳ دسامبر ۱۹۸۲  |
| ۳۳۴۶ | Gerla           | ۲۷ سپتامبر ۱۹۵۱ |
| ۳۳۴۷ | Konstantin      | ۲ نوامبر ۱۹۷۵   |
| ۳۳۴۸ | Pokryshkin      | ۶ مارس ۱۹۷۸     |
| ۳۳۴۹ | Manas           | ۲۳ مارس ۱۹۷۹    |
| ۳۳۵۰ | Scobee          | ۸ اوت ۱۹۸۰      |
| ۳۳۵۱ | Smith           | ۷ سپتامبر ۱۹۸۰  |
| ۳۳۵۲ | McAuliffe       | ۶ فوریه ۱۹۸۱    |
| ۳۳۵۳ | Jarvis          | ۲۰ دسامبر ۱۹۸۱  |
| ۳۳۵۴ | McNair          | ۸ فوریه ۱۹۸۴    |
| ۳۳۵۵ | Onizuka         | ۸ فوریه ۱۹۸۴    |
| ۳۳۵۶ | Resnik          | ۶ مارس ۱۹۸۴     |
| ۳۳۵۷ | Tolstikov       | ۲۱ مارس ۱۹۸۴    |
| ۳۳۵۸ | Anikushin       | ۱ سپتامبر ۱۹۷۸  |
| ۳۳۵۹ | Purcari         | ۱۳ سپتامبر ۱۹۷۸ |
| ۳۳۶۰ | Syrinx          | ۴ نوامبر ۱۹۸۱   |
| ۳۳۶۱ | Orpheus         | ۲۴ آوریل ۱۹۸۲   |
| ۳۳۶۲ | Khufu           | ۳۰ اوت ۱۹۸۴     |
| ۳۳۶۳ | Bowen           | ۶ مارس ۱۹۶۰     |
| ۳۳۶۴ | Zdenka          | ۵ آوریل ۱۹۸۴    |
| ۳۳۶۵ | Recogne         | ۱۳ فوریه ۱۹۸۵   |
| ۳۳۶۶ | Godel           | ۲۲ سپتامبر ۱۹۸۵ |
| ۳۳۶۷ | Alex            | ۱۵ فوریه ۱۹۸۳   |
| ۳۳۶۸ | Duncombe        | ۲۲ اوت ۱۹۸۵     |
| ۳۳۶۹ | Freuchen        | ۱۸ اکتبر ۱۹۸۵   |
| ۳۳۷۰ | Kohsai          | ۴ فوریه ۱۹۳۴    |
| ۳۳۷۱ | Giacconi        | ۱۴ سپتامبر ۱۹۵۵ |
| ۳۳۷۲ | Bratijchuk      | ۲۴ سپتامبر ۱۹۷۶ |
| ۳۳۷۳ | Koktebelia      | ۳۱ اوت ۱۹۷۸     |
| ۳۳۷۴ | Namur           | ۲۲ مه ۱۹۸۰      |
| ۳۳۷۵ | Amy             | ۵ مه ۱۹۸۱       |
| ۳۳۷۶ | Armandhammer    | ۲۱ اکتبر ۱۹۸۲   |
| ۳۳۷۷ | Lodewijk        | ۲۴ سپتامبر ۱۹۶۰ |
| ۳۳۷۸ | Susanvictoria   | ۲۵ نوامبر ۱۹۲۲  |
| ۳۳۷۹ | Oishi           | ۶ اکتبر ۱۹۳۱    |
| ۳۳۸۰ | Awaji           | ۱۵ مارس ۱۹۴۰    |
| ۳۳۸۱ | Mikkola         | ۱۵ اکتبر ۱۹۴۱   |
| ۳۳۸۲ | Cassidy         | ۷ سپتامبر ۱۹۴۸  |
| ۳۳۸۳ | Koyama          | ۹ ژانویه ۱۹۵۱   |
| ۳۳۸۴ | Daliya          | ۱۹ سپتامبر ۱۹۷۴ |
| ۳۳۸۵ | Bronnina        | ۲۴ سپتامبر ۱۹۷۹ |
| ۳۳۸۶ | Klementinum     | ۱۶ مارس ۱۹۸۰    |
| ۳۳۸۷ | Greenberg       | ۲۰ نوامبر ۱۹۸۱  |
| ۳۳۸۸ | Tsanghinchi     | ۲۱ دسامبر ۱۹۸۱  |
| ۳۳۸۹ | Sinzot          | ۲۵ فوریه ۱۹۸۴   |
| ۳۳۹۰ | Demanet         | ۲ مارس ۱۹۸۴     |
| ۳۳۹۱ | Sinon           | ۱۸ فوریه ۱۹۷۷   |
| ۳۳۹۲ | Setouchi        | ۱۷ دسامبر ۱۹۷۹  |
| ۳۳۹۳ | Stur            | ۲۸ نوامبر ۱۹۸۴  |
| ۳۳۹۴ | Banno           | ۱۶ فوریه ۱۹۸۶   |
| ۳۳۹۵ | Jitka           | ۲۰ اکتبر ۱۹۸۵   |
| ۳۳۹۶ | Muazzez         | ۱۵ اکتبر ۱۹۱۵   |
| ۳۳۹۷ | Leyla           | ۸ دسامبر ۱۹۶۴   |
| ۳۳۹۸ | Stattmayer      | ۱۰ اوت ۱۹۷۸     |
| ۳۳۹۹ | Kobzon          | ۲۲ سپتامبر ۱۹۷۹ |
| ۳۴۰۰ | Aotearoa        | ۲ آوریل ۱۹۸۱    |
| ۳۴۰۱ | Vanphilos       | ۱ اوت ۱۹۸۱      |
| ۳۴۰۲ | Wisdom          | ۵ اوت ۱۹۸۱      |
| ۳۴۰۳ | Tammy           | ۲۵ سپتامبر ۱۹۸۱ |
| ۳۴۰۴ | Hinderer        | ۴ فوریه ۱۹۳۴    |
| ۳۴۰۵ | Daiwensai       | ۳۰ اکتبر ۱۹۶۴   |
| ۳۴۰۶ | Omsk            | ۲۱ فوریه ۱۹۶۹   |
| ۳۴۰۷ | Jimmysimms      | ۲۸ فوریه ۱۹۷۳   |
| ۳۴۰۸ | Shalamov        | ۱۸ اوت ۱۹۷۷     |
| ۳۴۰۹ | Abramov         | ۹ سپتامبر ۱۹۷۷  |
| ۳۴۱۰ | Vereshchagin    | ۲۶ سپتامبر ۱۹۷۸ |
| ۳۴۱۱ | Debetencourt    | ۲ ژوئن ۱۹۸۰     |
| ۳۴۱۲ | Kafka           | ۱۰ ژانویه ۱۹۸۳  |
| ۳۴۱۳ | Andriana        | ۱۵ فوریه ۱۹۸۳   |
| ۳۴۱۴ | Champollion     | ۱۹ فوریه ۱۹۸۳   |
| ۳۴۱۵ | Danby           | ۲۲ سپتامبر ۱۹۲۸ |
| ۳۴۱۶ | Dorrit          | ۸ نوامبر ۱۹۳۱   |
| ۳۴۱۷ | Tamblyn         | ۱ آوریل ۱۹۳۷    |
| ۳۴۱۸ | Izvekov         | ۳۱ اوت ۱۹۷۳     |
| ۳۴۱۹ | Guth            | ۸ مه ۱۹۸۱       |
| ۳۴۲۰ | Standish        | ۱ مارس ۱۹۸۴     |
| ۳۴۲۱ | Yangchenning    | ۲۶ نوامبر ۱۹۷۵  |
| ۳۴۲۲ | Reid            | ۲۸ ژوئیه ۱۹۷۸   |
| ۳۴۲۳ | Slouka          | ۹ فوریه ۱۹۸۱    |
| ۳۴۲۴ | Nusl            | ۱۴ فوریه ۱۹۸۲   |
| ۳۴۲۵ | Hurukawa        | ۲۹ ژانویه ۱۹۲۹  |
| ۳۴۲۶ | Seki            | ۵ فوریه ۱۹۳۲    |
| ۳۴۲۷ | Szentmartoni    | ۶ ژانویه ۱۹۳۸   |
| ۳۴۲۸ | Roberts         | ۱ مه ۱۹۵۲       |
| ۳۴۲۹ | Chuvaev         | ۱۹ سپتامبر ۱۹۷۴ |
| ۳۴۳۰ | Bradfield       | ۹ اکتبر ۱۹۸۰    |
| ۳۴۳۱ | Nakano          | ۲۴ اوت ۱۹۸۴     |
| ۳۴۳۲ | Kobuchizawa     | ۷ مارس ۱۹۸۶     |
| ۳۴۳۳ | Fehrenbach      | ۱۵ اکتبر ۱۹۶۳   |
| ۳۴۳۴ | Hurless         | ۲ نوامبر ۱۹۸۱   |
| ۳۴۳۵ | Boury           | ۲ دسامبر ۱۹۸۱   |
| ۳۴۳۶ | Ibadinov        | ۲۴ سپتامبر ۱۹۷۶ |
| ۳۴۳۷ | Kapitsa         | ۲۰ اکتبر ۱۹۸۲   |
| ۳۴۳۸ | Inarradas       | ۲۱ سپتامبر ۱۹۷۴ |
| ۳۴۳۹ | Lebofsky        | ۴ سپتامبر ۱۹۸۳  |
| ۳۴۴۰ | Stampfer        | ۱۷ فوریه ۱۹۵۰   |
| ۳۴۴۱ | Pochaina        | ۸ اکتبر ۱۹۶۹    |
| ۳۴۴۲ | Yashin          | ۲ اکتبر ۱۹۷۸    |
| ۳۴۴۳ | Leetsungdao     | ۲۶ سپتامبر ۱۹۷۹ |
| ۳۴۴۴ | Stepanian       | ۷ سپتامبر ۱۹۸۰  |
| ۳۴۴۵ | Pinson          | ۱۶ مارس ۱۹۸۳    |
| ۳۴۴۶ | Combes          | ۱۲ مارس ۱۹۴۲    |
| ۳۴۴۷ | Burckhalter     | ۲۹ سپتامبر ۱۹۵۶ |
| ۳۴۴۸ | Narbut          | ۲۲ اوت ۱۹۷۷     |
| ۳۴۴۹ | Abell           | ۷ نوامبر ۱۹۷۸   |
| ۳۴۵۰ | Dommanget       | ۳۱ اوت ۱۹۸۳     |
| ۳۴۵۱ | Mentor          | ۱۹ آوریل ۱۹۸۴   |
| ۳۴۵۲ | Hawke           | ۱۷ ژوئیه ۱۹۸۰   |
| ۳۴۵۳ | Dostoevsky      | ۲۷ سپتامبر ۱۹۸۱ |
| ۳۴۵۴ | Lieske          | ۲۴ نوامبر ۱۹۸۱  |
| ۳۴۵۵ | Kristensen      | ۲۰ اوت ۱۹۸۵     |
| ۳۴۵۶ | Etiennemarey    | ۵ سپتامبر ۱۹۸۵  |
| ۳۴۵۷ | Arnenordheim    | ۵ سپتامبر ۱۹۸۵  |
| ۳۴۵۸ | Boduognat       | ۷ سپتامبر ۱۹۸۵  |
| ۳۴۵۹ | Bodil           | ۲ آوریل ۱۹۸۶    |
| ۳۴۶۰ | Ashkova         | ۳۱ اوت ۱۹۷۳     |
| ۳۴۶۱ | Mandelshtam     | ۱۸ سپتامبر ۱۹۷۷ |
| ۳۴۶۲ | Zhouguangzhao   | ۲۵ اکتبر ۱۹۸۱   |
| ۳۴۶۳ | Kaokuen         | ۳ دسامبر ۱۹۸۱   |
| ۳۴۶۴ | Owensby         | ۱۶ ژانویه ۱۹۸۳  |
| ۳۴۶۵ | Trevires        | ۲۰ سپتامبر ۱۹۸۴ |
| ۳۴۶۶ | Ritina          | ۶ مارس ۱۹۷۵     |
| ۳۴۶۷ | Bernheim        | ۲۶ سپتامبر ۱۹۸۱ |
| ۳۴۶۸ | Urgenta         | ۷ ژانویه ۱۹۷۵   |
| ۳۴۶۹ | Bulgakov        | ۲۱ اکتبر ۱۹۸۲   |
| ۳۴۷۰ | Yaronika        | ۶ مارس ۱۹۷۵     |
| ۳۴۷۱ | Amelin          | ۲۱ اوت ۱۹۷۷     |
| ۳۴۷۲ | Upgren          | ۱ مارس ۱۹۸۱     |
| ۳۴۷۳ | Sapporo         | ۷ مارس ۱۹۲۴     |
| ۳۴۷۴ | Linsley         | ۲۷ آوریل ۱۹۶۲   |
| ۳۴۷۵ | Fichte          | ۴ اکتبر ۱۹۷۲    |
| ۳۴۷۶ | Dongguan        | ۲۸ اکتبر ۱۹۷۸   |
| ۳۴۷۷ | Kazbegi         | ۱۹ مه ۱۹۷۹      |
| ۳۴۷۸ | Fanale          | ۱۴ دسامبر ۱۹۷۹  |
| ۳۴۷۹ | Malaparte       | ۳ اکتبر ۱۹۸۰    |
| ۳۴۸۰ | Abante          | ۱ آوریل ۱۹۸۱    |
| ۳۴۸۱ | Xianglupeak     | ۱۹ فوریه ۱۹۸۲   |
| ۳۴۸۲ | Lesnaya         | ۲ نوامبر ۱۹۷۵   |
| ۳۴۸۳ | Svetlov         | ۱۶ دسامبر ۱۹۷۶  |
| ۳۴۸۴ | Neugebauer      | ۱۰ ژوئیه ۱۹۷۸   |
| ۳۴۸۵ | Barucci         | ۱۱ ژوئیه ۱۹۸۳   |
| ۳۴۸۶ | Fulchignoni     | ۵ فوریه ۱۹۸۴    |
| ۳۴۸۷ | Edgeworth       | ۲۸ اکتبر ۱۹۷۸   |
| ۳۴۸۸ | Brahic          | ۸ اوت ۱۹۸۰      |
| ۳۴۸۹ | Lottie          | ۱۰ ژانویه ۱۹۸۳  |
| ۳۴۹۰ | Solc            | ۲۰ سپتامبر ۱۹۸۴ |
| ۳۴۹۱ | Fridolin        | ۳۰ سپتامبر ۱۹۸۴ |
| ۳۴۹۲ | Petra-Pepi      | ۱۶ فوریه ۱۹۸۵   |
| ۳۴۹۳ | Stepanov        | ۳ آوریل ۱۹۷۶    |
| ۳۴۹۳ | Stepanov        | XW              |
| ۳۴۹۵ | Colchagua       | ۲ ژوئیه ۱۹۸۱    |
| ۳۴۹۶ | Arieso          | ۵ سپتامبر ۱۹۷۷  |
| ۳۴۹۷ | Innanen         | ۱۹ آوریل ۱۹۴۱   |
| ۳۴۹۸ | Belton          | ۱ مارس ۱۹۸۱     |
| ۳۴۹۹ | Hoppe           | ۳ نوامبر ۱۹۸۱   |
| ۳۵۰۰ | Kobayashi       | ۱۸ سپتامبر ۱۹۱۹ |
| ۳۵۰۱ | Olegiya         | ۱۸ اوت ۱۹۷۱     |
| ۳۵۰۲ | Huangpu         | ۹ اکتبر ۱۹۶۴    |
| ۳۵۰۳ | Brandt          | ۱ مارس ۱۹۸۱     |
| ۳۵۰۴ | Kholshevnikov   | ۳ سپتامبر ۱۹۸۱  |
| ۳۵۰۵ | Byrd            | ۹ ژانویه ۱۹۸۳   |
| ۳۵۰۶ | French          | ۶ فوریه ۱۹۸۴    |
| ۳۵۰۷ | Vilas           | ۲۱ اکتبر ۱۹۸۲   |
| ۳۵۰۸ | Pasternak       | ۲۱ فوریه ۱۹۸۰   |
| ۳۵۰۹ | Sanshui         | ۲۸ اکتبر ۱۹۷۸   |
| ۳۵۱۰ | Veeder          | ۱۳ اکتبر ۱۹۸۲   |
| ۳۵۱۱ | Tsvetaeva       | ۱۴ اکتبر ۱۹۸۲   |
| ۳۵۱۲ | Eriepa          | ۸ ژانویه ۱۹۸۴   |
| ۳۵۱۳ | Quqinyue        | ۱۶ اکتبر ۱۹۶۵   |
| ۳۵۱۴ | Hooke           | ۲۶ اکتبر ۱۹۷۱   |
| ۳۵۱۵ | Jindra          | ۱۶ اکتبر ۱۹۸۲   |
| ۳۵۱۶ | Rusheva         | ۲۱ اکتبر ۱۹۸۲   |
| ۳۵۱۷ | Tatianicheva    | ۲۴ سپتامبر ۱۹۷۶ |
| ۳۵۱۸ | Florena         | ۱۸ اوت ۱۹۷۷     |
| ۳۵۱۹ | Ambiorix        | ۲۳ فوریه ۱۹۸۴   |
| ۳۵۲۰ | Klopsteg        | ۱۶ سپتامبر ۱۹۵۲ |
| ۳۵۲۱ | Comrie          | ۲۶ ژوئن ۱۹۸۲    |
| ۳۵۲۲ | Becker          | ۲۱ سپتامبر ۱۹۴۱ |
| ۳۵۲۳ | Arina           | ۳ اکتبر ۱۹۷۵    |
| ۳۵۲۴ | Schulz          | ۲ مارس ۱۹۸۱     |
| ۳۵۲۵ | Paul            | ۱۵ فوریه ۱۹۸۳   |
| ۳۵۲۶ | Jeffbell        | ۵ فوریه ۱۹۸۴    |
| ۳۵۲۷ | McCord          | ۱۵ آوریل ۱۹۸۵   |
| ۳۵۲۸ | Counselman      | ۲ مارس ۱۹۸۱     |
| ۳۵۲۹ | Dowling         | ۲ مارس ۱۹۸۱     |
| ۳۵۳۰ | Hammel          | ۲ مارس ۱۹۸۱     |
| ۳۵۳۱ | Cruikshank      | ۳۰ مارس ۱۹۸۱    |
| ۳۵۳۲ | Tracie          | ۱۰ ژانویه ۱۹۸۳  |
| ۳۵۳۳ | Toyota          | ۳۰ اکتبر ۱۹۸۶   |
| ۳۵۳۴ | Sax             | ۱۵ دسامبر ۱۹۳۶  |
| ۳۵۳۵ | Ditte           | ۲۴ سپتامبر ۱۹۷۹ |
| ۳۵۳۶ | Schleicher      | ۲ مارس ۱۹۸۱     |
| ۳۵۳۷ | Jurgen          | ۱۵ نوامبر ۱۹۸۲  |
| ۳۵۳۸ | Nelsonia        | ۲۴ سپتامبر ۱۹۶۰ |
| ۳۵۳۹ | Weimar          | ۱۱ آوریل ۱۹۶۷   |
| ۳۵۴۰ | Protesilaos     | ۲۷ اکتبر ۱۹۷۳   |
| ۳۵۴۱ | Graham          | ۱۸ ژوئن ۱۹۸۴    |
| ۳۵۴۲ | Tanjiazhen      | ۹ اکتبر ۱۹۶۴    |
| ۳۵۴۳ | Ningbo          | ۱۱ نوامبر ۱۹۶۴  |
| ۳۵۴۴ | Borodino        | ۷ سپتامبر ۱۹۷۷  |
| ۳۵۴۵ | Gaffey          | ۲۰ نوامبر ۱۹۸۱  |
| ۳۵۴۶ | Atanasoff       | ۲۸ سپتامبر ۱۹۸۳ |
| ۳۵۴۷ | Serov           | ۲ اکتبر ۱۹۷۸    |
| ۳۵۴۸ | Eurybates       | ۱۹ سپتامبر ۱۹۷۳ |
| ۳۵۴۹ | Hapke           | ۳۰ دسامبر ۱۹۸۱  |
| ۳۵۵۰ | Link            | ۲۰ دسامبر ۱۹۸۱  |
| ۳۵۵۱ | Verenia         | ۱۲ سپتامبر ۱۹۸۳ |
| ۳۵۵۱ | Verenia         | SA              |
| ۳۵۵۳ | Mera            | ۱۴ مه ۱۹۸۵      |
| ۳۵۵۴ | Amun            | ۴ مارس ۱۹۸۶     |
| ۳۵۵۵ | Miyasaka        | ۶ اکتبر ۱۹۳۱    |
| ۳۵۵۶ | Lixiaohua       | ۳۰ اکتبر ۱۹۶۴   |
| ۳۵۵۷ | Sokolsky        | ۱۹ اوت ۱۹۷۷     |
| ۳۵۵۸ | Shishkin        | ۲۶ سپتامبر ۱۹۷۸ |
| ۳۵۵۹ | Violaumayer     | ۸ اوت ۱۹۸۰      |
| ۳۵۶۰ | Chenqian        | ۳ سپتامبر ۱۹۸۰  |
| ۳۵۶۱ | Devine          | ۱۸ آوریل ۱۹۸۳   |
| ۳۵۶۲ | Ignatius        | ۸ ژانویه ۱۹۸۴   |
| ۳۵۶۳ | Canterbury      | ۲۳ مارس ۱۹۸۵    |
| ۳۵۶۴ | Talthybius      | ۱۵ اکتبر ۱۹۸۵   |
| ۳۵۶۵ | Ojima           | ۲۲ دسامبر ۱۹۸۶  |
| ۳۵۶۶ | Levitan         | ۲۴ دسامبر ۱۹۷۹  |
| ۳۵۶۷ | Alvema          | ۱۵ نوامبر ۱۹۳۰  |
| ۳۵۶۸ | ASCII           | ۱۷ اکتبر ۱۹۳۶   |
| ۳۵۶۹ | Kumon           | ۲۰ فوریه ۱۹۳۸   |
| ۳۵۷۰ | Wuyeesun        | ۱۴ دسامبر ۱۹۷۹  |
| ۳۵۷۱ | Milanstefanik   | ۱۵ مارس ۱۹۸۲    |
| ۳۵۷۲ | Leogoldberg     | ۲۸ اکتبر ۱۹۵۴   |
| ۳۵۷۳ | Holmberg        | ۱۶ اوت ۱۹۸۲     |
| ۳۵۷۴ | Rudaux          | ۱۳ اکتبر ۱۹۸۲   |
| ۳۵۷۵ | Anyuta          | ۲۶ فوریه ۱۹۸۴   |
| ۳۵۷۶ | Galina          | ۲۶ فوریه ۱۹۸۴   |
| ۳۵۷۷ | Putilin         | ۷ اکتبر ۱۹۶۹    |
| ۳۵۷۸ | Carestia        | ۱۱ فوریه ۱۹۷۷   |
| ۳۵۷۹ | Rockholt        | ۱۸ دسامبر ۱۹۷۷  |
| ۳۵۸۰ | Avery           | ۱۵ فوریه ۱۹۸۳   |
| ۳۵۸۱ | Alvarez         | ۲۳ آوریل ۱۹۸۵   |
| ۳۵۸۲ | Cyrano          | ۲ اکتبر ۱۹۸۶    |
| ۳۵۸۳ | Burdett         | ۵ اکتبر ۱۹۲۹    |
| ۳۵۸۴ | Aisha           | ۵ اکتبر ۱۹۸۱    |
| ۳۵۸۵ | Goshirakawa     | ۲۸ ژانویه ۱۹۸۷  |
| ۳۵۸۶ | Vasnetsov       | ۲۶ سپتامبر ۱۹۷۸ |
| ۳۵۸۷ | Descartes       | ۸ سپتامبر ۱۹۸۱  |
| ۳۵۸۸ | Kirik           | ۸ اکتبر ۱۹۸۱    |
| ۳۵۸۹ | Loyola          | ۸ ژانویه ۱۹۸۴   |
| ۳۵۹۰ | Holst           | ۵ فوریه ۱۹۸۴    |
| ۳۵۹۱ | Vladimirskij    | ۳۱ اوت ۱۹۷۸     |
| ۳۵۹۲ | Nedbal          | ۱۵ فوریه ۱۹۸۰   |
| ۳۵۹۳ | Osip            | ۲ مارس ۱۹۸۱     |
| ۳۵۹۴ | Scotti          | ۱۱ فوریه ۱۹۸۳   |
| ۳۵۹۵ | Gallagher       | ۱۵ اکتبر ۱۹۸۵   |
| ۳۵۹۶ | Meriones        | ۱۴ نوامبر ۱۹۸۵  |
| ۳۵۹۷ | Kakkuri         | ۱۵ اکتبر ۱۹۴۱   |
| ۳۵۹۸ | Saucier         | ۱۸ مه ۱۹۷۷      |
| ۳۵۹۹ | Basov           | ۸ اوت ۱۹۷۸      |
| ۳۶۰۰ | Archimedes      | ۲۶ سپتامبر ۱۹۷۸ |
| ۳۶۰۱ | Velikhov        | ۲۲ سپتامبر ۱۹۷۹ |
| ۳۶۰۲ | Lazzaro         | ۲۸ فوریه ۱۹۸۱   |
| ۳۶۰۳ | Gajdusek        | ۵ سپتامبر ۱۹۸۱  |
| ۳۶۰۴ | Berkhuijsen     | ۱۷ اکتبر ۱۹۶۰   |
| ۳۶۰۵ | Davy            | ۲۸ نوامبر ۱۹۳۲  |
| ۳۶۰۶ | Pohjola         | ۱۹ سپتامبر ۱۹۳۹ |
| ۳۶۰۷ | Naniwa          | ۱۸ فوریه ۱۹۷۷   |
| ۳۶۰۸ | Kataev          | ۲۷ سپتامبر ۱۹۷۸ |
| ۳۶۰۹ | Liloketai       | ۱۳ نوامبر ۱۹۸۰  |
| ۳۶۱۰ | Decampos        | ۵ مارس ۱۹۸۱     |
| ۳۶۱۱ | Dabu            | ۲۰ دسامبر ۱۹۸۱  |
| ۳۶۱۲ | Peale           | ۱۳ اکتبر ۱۹۸۲   |
| ۳۶۱۳ | Kunlun          | ۱۰ نوامبر ۱۹۸۲  |
| ۳۶۱۴ | Tumilty         | ۱۲ ژانویه ۱۹۸۳  |
| ۳۶۱۵ | Safronov        | ۲۹ نوامبر ۱۹۸۳  |
| ۳۶۱۶ | Glazunov        | ۳ مه ۱۹۸۴       |
| ۳۶۱۷ | Eicher          | ۲ ژوئن ۱۹۸۴     |
| ۳۶۱۸ | Kuprin          | ۲۰ اوت ۱۹۷۹     |
| ۳۶۱۹ | Nash            | ۲ مارس ۱۹۸۱     |
| ۳۶۲۰ | Platonov        | ۷ سپتامبر ۱۹۸۱  |
| ۳۶۲۱ | Curtis          | ۲۶ سپتامبر ۱۹۸۱ |
| ۳۶۲۲ | Ilinsky         | ۲۹ سپتامبر ۱۹۸۱ |
| ۳۶۲۳ | Chaplin         | ۴ اکتبر ۱۹۸۱    |
| ۳۶۲۴ | Mironov         | ۱۴ اکتبر ۱۹۸۲   |
| ۳۶۲۵ | Fracastoro      | ۲۷ آوریل ۱۹۸۴   |
| ۳۶۲۶ | Ohsaki          | ۴ اوت ۱۹۲۹      |
| ۳۶۲۷ | Sayers          | ۲۸ فوریه ۱۹۷۳   |
| ۳۶۲۸ | Boznemcova      | ۲۵ نوامبر ۱۹۷۹  |
| ۳۶۲۹ | Lebedinskij     | ۲۱ نوامبر ۱۹۸۲  |
| ۳۶۳۰ | Lubomir         | ۲۸ اوت ۱۹۸۴     |
| ۳۶۳۱ | Sigyn           | ۲۵ ژانویه ۱۹۸۷  |
| ۳۶۳۲ | Grachevka       | ۲۴ سپتامبر ۱۹۷۶ |
| ۳۶۳۳ | Mira            | ۱۳ مارس ۱۹۸۰    |
| ۳۶۳۴ | Iwan            | ۱۶ مارس ۱۹۸۰    |
| ۳۶۳۵ | Kreutz          | ۲۱ نوامبر ۱۹۸۱  |
| ۳۶۳۶ | Pajdusakova     | ۱۷ اکتبر ۱۹۸۲   |
| ۳۶۳۷ | O'Meara         | ۲۳ اکتبر ۱۹۸۴   |
| ۳۶۳۸ | Davis           | ۲۰ نوامبر ۱۹۸۴  |
| ۳۶۳۹ | Weidenschilling | ۱۵ اکتبر ۱۹۸۵   |
| ۳۶۴۰ | Gostin          | ۱۱ اکتبر ۱۹۸۵   |
| ۳۶۴۰ | Gostin          | WC              |
| ۳۶۴۲ | Frieden         | ۴ دسامبر ۱۹۵۳   |
| ۳۶۴۳ | Tienchanglin    | ۲۹ اکتبر ۱۹۷۸   |
| ۳۶۴۴ | Kojitaku        | ۵ اکتبر ۱۹۳۱    |
| ۳۶۴۵ | Fabini          | ۲۸ اوت ۱۹۸۱     |
| ۳۶۴۶ | Aduatiques      | ۱۱ سپتامبر ۱۹۸۵ |
| ۳۶۴۷ | Dermott         | ۱۱ ژانویه ۱۹۸۶  |
| ۳۶۴۸ | Raffinetti      | ۲۴ آوریل ۱۹۵۷   |
| ۳۶۴۹ | Guillermina     | ۲۶ آوریل ۱۹۷۶   |
| ۳۶۵۰ | Kunming         | ۳۰ اکتبر ۱۹۷۸   |
| ۳۶۵۱ | Friedman        | ۷ نوامبر ۱۹۷۸   |
| ۳۶۵۲ | Soros           | ۶ اکتبر ۱۹۸۱    |
| ۳۶۵۳ | Klimishin       | ۲۵ آوریل ۱۹۷۹   |
| ۳۶۵۴ | AAS             | ۲۱ اوت ۱۹۴۹     |
| ۳۶۵۵ | Eupraksia       | ۲۶ سپتامبر ۱۹۷۸ |
| ۳۶۵۶ | Hemingway       | ۳۱ اوت ۱۹۷۸     |
| ۳۶۵۷ | Ermolova        | ۲۶ سپتامبر ۱۹۷۸ |
| ۳۶۵۸ | Feldman         | ۱۳ اکتبر ۱۹۸۲   |
| ۳۶۵۹ | Bellingshausen  | ۸ اکتبر ۱۹۶۹    |
| ۳۶۶۰ | Lazarev         | ۳۱ اوت ۱۹۷۸     |
| ۳۶۶۱ | Dolmatovskij    | ۱۶ اکتبر ۱۹۷۹   |
| ۳۶۶۲ | Dezhnev         | ۸ سپتامبر ۱۹۸۰  |
| ۳۶۶۳ | Tisserand       | ۱۵ آوریل ۱۹۸۵   |
| ۳۶۶۴ | Anneres         | ۲۴ سپتامبر ۱۹۶۰ |
| ۳۶۶۵ | Fitzgerald      | ۱۹ مارس ۱۹۷۹    |
| ۳۶۶۶ | Holman          | ۱۹ آوریل ۱۹۷۹   |
| ۳۶۶۷ | Anne-Marie      | ۹ مارس ۱۹۸۱     |
| ۳۶۶۸ | Ilfpetrov       | ۲۱ اکتبر ۱۹۸۲   |
| ۳۶۶۹ | Vertinskij      | ۲۱ اکتبر ۱۹۸۲   |
| ۳۶۷۰ | Northcott       | ۲۲ ژانویه ۱۹۸۳  |
| ۳۶۷۱ | Dionysus        | ۲۷ مه ۱۹۸۴      |
| ۳۶۷۲ | Stevedberg      | ۲۲ اوت ۱۹۸۵     |
| ۳۶۷۳ | Levy            | ۲۲ اوت ۱۹۸۵     |
| ۳۶۷۴ | Erbisbuhl       | ۱۳ سپتامبر ۱۹۶۳ |
| ۳۶۷۵ | Kemstach        | ۲۳ دسامبر ۱۹۸۲  |
| ۳۶۷۶ | Hahn            | ۳ آوریل ۱۹۸۴    |
| ۳۶۷۷ | Magnusson       | ۳۱ اوت ۱۹۸۴     |
| ۳۶۷۸ | Mongmanwai      | ۲۰ ژانویه ۱۹۶۶  |
| ۳۶۷۹ | Condruses       | ۲۴ فوریه ۱۹۸۴   |
| ۳۶۸۰ | Sasha           | ۲۸ ژوئن ۱۹۸۷    |
| ۳۶۸۱ | Boyan           | ۲۷ اوت ۱۹۷۴     |
| ۳۶۸۲ | Welther         | ۱۲ ژوئیه ۱۹۲۳   |
| ۳۶۸۳ | Baumann         | ۲۳ ژوئن ۱۹۸۷    |
| ۳۶۸۴ | Berry           | ۹ ژانویه ۱۹۸۳   |
| ۳۶۸۵ | Derdenye        | ۱ مارس ۱۹۸۱     |
| ۳۶۸۶ | Antoku          | ۳ مارس ۱۹۸۷     |
| ۳۶۸۷ | Dzus            | ۷ اکتبر ۱۹۰۸    |
| ۳۶۸۸ | Navajo          | ۳۰ مارس ۱۹۸۱    |
| ۳۶۸۹ | Yeates          | ۵ مه ۱۹۸۱       |
| ۳۶۹۰ | Larson          | ۳ اوت ۱۹۸۱      |
| ۳۶۹۱ | Bede            | ۲۹ مارس ۱۹۸۲    |
| ۳۶۹۲ | Rickman         | ۲۵ آوریل ۱۹۸۲   |
| ۳۶۹۳ | Barringer       | ۱۵ سپتامبر ۱۹۸۲ |
| ۳۶۹۴ | Sharon          | ۲۷ سپتامبر ۱۹۸۴ |
| ۳۶۹۵ | Fiala           | ۲۱ اکتبر ۱۹۷۳   |
| ۳۶۹۶ | Herald          | ۱۷ ژوئیه ۱۹۸۰   |
| ۳۶۹۷ | Guyhurst        | ۶ مارس ۱۹۸۴     |
| ۳۶۹۸ | Manning         | ۲۹ اکتبر ۱۹۸۴   |
| ۳۶۹۹ | Milbourn        | ۲۹ اکتبر ۱۹۸۴   |
| ۳۷۰۰ | Geowilliams     | ۲۳ اکتبر ۱۹۸۴   |
| ۳۷۰۱ | Purkyne         | ۲۰ فوریه ۱۹۸۵   |
| ۳۷۰۲ | Trubetskaya     | ۳ ژوئیه ۱۹۷۰    |
| ۳۷۰۳ | Volkonskaya     | ۹ اوت ۱۹۷۸      |
| ۳۷۰۴ | Gaoshiqi        | ۲۰ دسامبر ۱۹۸۱  |
| ۳۷۰۵ | Hotellasilla    | ۴ مارس ۱۹۸۴     |
| ۳۷۰۶ | Sinnott         | ۲۸ سپتامبر ۱۹۸۴ |
| ۳۷۰۷ | Schroter        | ۵ فوریه ۱۹۳۴    |
| ۳۷۰۸ | 1974 FV1        | ۲۱ مارس ۱۹۷۴    |
| ۳۷۰۹ | Polypoites      | ۱۴ اکتبر ۱۹۸۵   |
| ۳۷۱۰ | Bogoslovskij    | ۱۳ سپتامبر ۱۹۷۸ |
| ۳۷۱۱ | Ellensburg      | ۳۱ اوت ۱۹۸۳     |
| ۳۷۱۲ | Kraft           | ۲۲ دسامبر ۱۹۸۴  |
| ۳۷۱۳ | Pieters         | ۲۲ مارس ۱۹۸۵    |
| ۳۷۱۴ | Kenrussell      | ۱۲ اکتبر ۱۹۸۳   |
| ۳۷۱۵ | Stohl           | ۱۹ فوریه ۱۹۸۰   |
| ۳۷۱۶ | Petzval         | ۲ اکتبر ۱۹۸۰    |
| ۳۷۱۷ | Thorenia        | ۱۵ فوریه ۱۹۶۴   |
| ۳۷۱۸ | Dunbar          | ۷ نوامبر ۱۹۷۸   |
| ۳۷۱۹ | Karamzin        | ۱۶ دسامبر ۱۹۷۶  |
| ۳۷۲۰ | Hokkaido        | ۲۸ اکتبر ۱۹۸۷   |
| ۳۷۲۱ | Widorn          | ۱۳ اکتبر ۱۹۸۲   |
| ۳۷۲۲ | Urata           | ۲۹ اکتبر ۱۹۲۷   |
| ۳۷۲۳ | Voznesenskij    | ۱ آوریل ۱۹۷۶    |
| ۳۷۲۴ | Annenskij       | ۲۳ دسامبر ۱۹۷۹  |
| ۳۷۲۵ | Valsecchi       | ۱ مارس ۱۹۸۱     |
| ۳۷۲۶ | Johnadams       | ۴ ژوئن ۱۹۸۱     |
| ۳۷۲۷ | Maxhell         | ۷ اوت ۱۹۸۱      |
| ۳۷۲۸ | IRAS            | ۲۳ اوت ۱۹۸۳     |
| ۳۷۲۹ | Yangzhou        | ۱ نوامبر ۱۹۸۳   |
| ۳۷۳۰ | Hurban          | ۴ دسامبر ۱۹۸۳   |
| ۳۷۳۱ | Hancock         | ۲۰ فوریه ۱۹۸۴   |
| ۳۷۳۲ | Vavra           | ۲۷ سپتامبر ۱۹۸۴ |
| ۳۷۳۳ | Yoshitomo       | ۱۵ ژانویه ۱۹۸۵  |
| ۳۷۳۴ | Waland          | ۱۷ اکتبر ۱۹۶۰   |
| ۳۷۳۵ | Trebon          | ۴ دسامبر ۱۹۸۳   |
| ۳۷۳۶ | Rokoske         | ۲۶ سپتامبر ۱۹۸۷ |
| ۳۷۳۷ | Beckman         | ۸ اوت ۱۹۸۳      |
| ۳۷۳۸ | Ots             | ۱۹ اوت ۱۹۷۷     |
| ۳۷۳۹ | Rem             | ۸ سپتامبر ۱۹۷۷  |
| ۳۷۴۰ | Menge           | ۱ مارس ۱۹۸۱     |
| ۳۷۴۱ | Rogerburns      | ۲ مارس ۱۹۸۱     |
| ۳۷۴۲ | Sunshine        | ۲ مارس ۱۹۸۱     |
| ۳۷۴۳ | Pauljaniczek    | ۱۰ مارس ۱۹۸۳    |
| ۳۷۴۴ | Horn-d'Arturo   | ۵ نوامبر ۱۹۸۳   |
| ۳۷۴۵ | Petaev          | ۲۳ سپتامبر ۱۹۴۹ |
| ۳۷۴۶ | Heyuan          | ۸ اکتبر ۱۹۶۴    |
| ۳۷۴۷ | Belinskij       | ۵ نوامبر ۱۹۷۵   |
| ۳۷۴۸ | Tatum           | ۳ مه ۱۹۸۱       |
| ۳۷۴۹ | Balam           | ۲۴ ژانویه ۱۹۸۲  |
| ۳۷۵۰ | Ilizarov        | ۱۴ اکتبر ۱۹۸۲   |
| ۳۷۵۱ | Kiang           | ۱۰ ژوئیه ۱۹۸۳   |
| ۳۷۵۲ | Camillo         | ۱۵ اوت ۱۹۸۵     |
| ۳۷۵۳ | Cruithne        | ۱۰ اکتبر ۱۹۸۶   |
| ۳۷۵۴ | Kathleen        | ۱۶ مارس ۱۹۳۱    |
| ۳۷۵۵ | Lecointe        | ۱۹ سپتامبر ۱۹۵۰ |
| ۳۷۵۶ | Ruscannon       | ۲۵ ژوئن ۱۹۷۹    |
| ۳۷۵۶ | 1982 XB         | ۱۴ دسامبر ۱۹۸۲  |
| ۳۷۵۸ | Karttunen       | ۲۸ نوامبر ۱۹۸۳  |
| ۳۷۵۹ | Piironen        | ۸ ژانویه ۱۹۸۴   |
| ۳۷۶۰ | Poutanen        | ۸ ژانویه ۱۹۸۴   |
| ۳۷۶۱ | Romanskaya      | ۲۵ ژوئیه ۱۹۳۶   |
| ۳۷۶۲ | Amaravella      | ۲۶ اوت ۱۹۷۶     |
| ۳۷۶۳ | Qianxuesen      | ۱۴ اکتبر ۱۹۸۰   |
| ۳۷۶۴ | Holmesacourt    | ۱۰ اکتبر ۱۹۸۰   |
| ۳۷۶۵ | Texereau        | ۱۶ سپتامبر ۱۹۸۲ |
| ۳۷۶۶ | Junepatterson   | ۱۶ ژانویه ۱۹۸۳  |
| ۳۷۶۷ | DiMaggio        | ۳ ژوئن ۱۹۸۶     |
| ۳۷۶۸ | Monroe          | ۵ سپتامبر ۱۹۳۷  |
| ۳۷۶۹ | Arthurmiller    | ۳۰ اکتبر ۱۹۶۷   |
| ۳۷۷۰ | Nizami          | ۲۴ اوت ۱۹۷۴     |
| ۳۷۷۱ | Alexejtolstoj   | ۲۰ سپتامبر ۱۹۷۴ |
| ۳۷۷۲ | Piaf            | ۲۱ اکتبر ۱۹۸۲   |
| ۳۷۷۳ | Smithsonian     | ۲۳ دسامبر ۱۹۸۴  |
| ۳۷۷۴ | Megumi          | ۲۰ دسامبر ۱۹۸۷  |
| ۳۷۷۵ | Ellenbeth       | ۶ اکتبر ۱۹۳۱    |
| ۳۷۷۶ | Vartiovuori     | ۵ آوریل ۱۹۳۸    |
| ۳۷۷۷ | McCauley        | ۵ مه ۱۹۸۱       |
| ۳۷۷۸ | Regge           | ۲۶ آوریل ۱۹۸۴   |
| ۳۷۷۹ | Kieffer         | ۱۳ مه ۱۹۸۵      |
| ۳۷۸۰ | Maury           | ۱۴ سپتامبر ۱۹۸۵ |
| ۳۷۸۱ | Dufek           | ۲ سپتامبر ۱۹۸۶  |
| ۳۷۸۲ | Celle           | ۳ اکتبر ۱۹۸۶    |
| ۳۷۸۳ | Morris          | ۷ اکتبر ۱۹۸۶    |
| ۳۷۸۴ | Chopin          | ۳۱ اکتبر ۱۹۸۶   |
| ۳۷۸۵ | Kitami          | ۳۰ نوامبر ۱۹۸۶  |
| ۳۷۸۶ | Yamada          | ۱۰ ژانویه ۱۹۸۸  |
| ۳۷۸۷ | Aivazovskij     | ۱۱ سپتامبر ۱۹۷۷ |
| ۳۷۸۸ | Steyaert        | ۲۹ اوت ۱۹۸۶     |
| ۳۷۸۹ | Zhongguo        | ۲۵ اکتبر ۱۹۲۸   |
| ۳۷۹۰ | Raywilson       | ۲۶ اکتبر ۱۹۳۷   |
| ۳۷۹۱ | Marci           | ۱۷ نوامبر ۱۹۸۱  |
| ۳۷۹۲ | Preston         | ۲۲ مارس ۱۹۸۵    |
| ۳۷۹۳ | Leonteus        | ۱۱ اکتبر ۱۹۸۵   |
| ۳۷۹۴ | Sthenelos       | ۱۲ اکتبر ۱۹۸۵   |
| ۳۷۹۵ | Nigel           | ۸ آوریل ۱۹۸۶    |
| ۳۷۹۶ | Lene            | ۶ دسامبر ۱۹۸۶   |
| ۳۷۹۶ | Lene            | YL              |
| ۳۷۹۶ | Lene            | T-۳             |
| ۳۷۹۹ | Novgorod        | ۲۲ سپتامبر ۱۹۷۹ |
| ۳۸۰۰ | Karayusuf       | ۴ ژانویه ۱۹۸۴   |
| ۳۸۰۱ | Thrasymedes     | ۶ نوامبر ۱۹۸۵   |
| ۳۸۰۲ | Dornburg        | ۷ اوت ۱۹۸۶      |
| ۳۸۰۳ | Tuchkova        | ۲ اکتبر ۱۹۸۱    |
| ۳۸۰۴ | Drunina         | ۸ اکتبر ۱۹۶۹    |
| ۳۸۰۵ | Goldreich       | ۲۸ فوریه ۱۹۸۱   |
| ۳۸۰۶ | Tremaine        | ۱ مارس ۱۹۸۱     |
| ۳۸۰۷ | Pagels          | ۲۶ سپتامبر ۱۹۸۱ |
| ۳۸۰۸ | Tempel          | ۲۴ مارس ۱۹۸۲    |
| ۳۸۰۹ | Amici           | ۲۶ مارس ۱۹۸۴    |
| ۳۸۱۰ | Aoraki          | ۲۰ فوریه ۱۹۸۵   |
| ۳۸۱۱ | Karma           | ۱۳ اکتبر ۱۹۵۳   |
| ۳۸۱۲ | Lidaksum        | ۱۱ ژانویه ۱۹۶۵  |
| ۳۸۱۳ | Fortov          | ۳۰ اوت ۱۹۷۰     |
| ۳۸۱۴ | Hoshi-no-mura   | ۴ مه ۱۹۸۱       |
| ۳۸۱۵ | Konig           | ۱۵ آوریل ۱۹۵۹   |
| ۳۸۱۶ | Chugainov       | ۸ نوامبر ۱۹۷۵   |
| ۳۸۱۷ | Lencarter       | ۲۵ ژوئن ۱۹۷۹    |
| ۳۸۱۸ | Gorlitsa        | ۲۰ اوت ۱۹۷۹     |
| ۳۸۱۹ | Robinson        | ۱۲ ژانویه ۱۹۸۳  |
| ۳۸۲۰ | Sauval          | ۲۵ فوریه ۱۹۸۴   |
| ۳۸۲۱ | Sonet           | ۶ سپتامبر ۱۹۸۵  |
| ۳۸۲۲ | Segovia         | ۲۱ فوریه ۱۹۸۸   |
| ۳۸۲۳ | Yorii           | ۱۰ مارس ۱۹۸۸    |
| ۳۸۲۴ | Brendalee       | ۵ اکتبر ۱۹۲۹    |
| ۳۸۲۵ | Nurnberg        | ۳۰ اکتبر ۱۹۶۷   |
| ۳۸۲۶ | Handel          | ۲۷ اکتبر ۱۹۷۳   |
| ۳۸۲۷ | Zdenekhorsky    | ۳ نوامبر ۱۹۸۶   |
| ۳۸۲۸ | Hoshino         | ۲۲ نوامبر ۱۹۸۶  |
| ۳۸۲۹ | Gunma           | ۱۰ مارس ۱۹۸۸    |
| ۳۸۳۰ | Trelleborg      | ۱۱ سپتامبر ۱۹۸۶ |
| ۳۸۳۱ | Pettengill      | ۷ اکتبر ۱۹۸۶    |
| ۳۸۳۲ | Shapiro         | ۳۰ اوت ۱۹۸۱     |
| ۳۸۳۳ | Calingasta      | ۲۷ سپتامبر ۱۹۷۱ |
| ۳۸۳۴ | Zappafrank      | ۱۱ مه ۱۹۸۰      |
| ۳۸۳۵ | Korolenko       | ۲۳ سپتامبر ۱۹۷۷ |
| ۳۸۳۶ | Lem             | ۲۲ سپتامبر ۱۹۷۹ |
| ۳۸۳۷ | Carr            | ۶ مه ۱۹۸۱       |
| ۳۸۳۸ | Epona           | ۲۷ نوامبر ۱۹۸۶  |
| ۳۸۳۹ | Bogaevskij      | ۲۶ ژوئیه ۱۹۷۱   |
| ۳۸۴۰ | Mimistrobell    | ۹ اکتبر ۱۹۸۰    |
| ۳۸۴۱ | Dicicco         | ۴ نوامبر ۱۹۸۳   |
| ۳۸۴۲ | Harlansmith     | ۲۱ مارس ۱۹۸۵    |
| ۳۸۴۳ | OISCA           | ۲۸ فوریه ۱۹۸۷   |
| ۳۸۴۴ | Lujiaxi         | ۳۰ ژانویه ۱۹۶۶  |
| ۳۸۴۵ | Neyachenko      | ۲۲ سپتامبر ۱۹۷۹ |
| ۳۸۴۶ | Hazel           | ۹ اکتبر ۱۹۸۰    |
| ۳۸۴۷ | Sindel          | ۱۶ فوریه ۱۹۸۲   |
| ۳۸۴۸ | Analucia        | ۲۱ مارس ۱۹۸۲    |
| ۳۸۴۹ | Incidentia      | ۳۱ مارس ۱۹۸۴    |
| ۳۸۵۰ | Peltier         | ۷ اکتبر ۱۹۸۶    |
| ۳۸۵۱ | Alhambra        | ۳۰ اکتبر ۱۹۸۶   |
| ۳۸۵۲ | Glennford       | ۲۴ فوریه ۱۹۸۷   |
| ۳۸۵۳ | Haas            | ۲۴ نوامبر ۱۹۸۱  |
| ۳۸۵۴ | George          | ۱۳ مارس ۱۹۸۳    |
| ۳۸۵۵ | Pasasymphonia   | ۴ ژوئیه ۱۹۸۶    |
| ۳۸۵۶ | Lutskij         | ۲۶ اوت ۱۹۷۶     |
| ۳۸۵۷ | Cellino         | ۸ فوریه ۱۹۸۴    |
| ۳۸۵۸ | Dorchester      | ۳ اکتبر ۱۹۸۶    |
| ۳۸۵۹ | Borngen         | ۴ مارس ۱۹۸۷     |
| ۳۸۶۰ | Plovdiv         | ۸ اوت ۱۹۸۶      |
| ۳۸۶۱ | Lorenz          | ۳۰ مارس ۱۹۱۰    |
| ۳۸۶۲ | Agekian         | ۱۸ مه ۱۹۷۲      |
| ۳۸۶۳ | Gilyarovskij    | ۲۶ سپتامبر ۱۹۷۸ |
| ۳۸۶۴ | Soren           | ۶ دسامبر ۱۹۸۶   |
| ۳۸۶۵ | Lindbloom       | ۱۳ ژانویه ۱۹۸۸  |
| ۳۸۶۶ | Langley         | ۲۰ ژانویه ۱۹۸۸  |
| ۳۸۶۷ | Shiretoko       | ۱۶ آوریل ۱۹۸۸   |
| ۳۸۶۸ | Mendoza         | ۲۴ سپتامبر ۱۹۶۰ |
| ۳۸۶۹ | Norton          | ۳ مه ۱۹۸۱       |
| ۳۸۷۰ | Mayre           | ۱۳ فوریه ۱۹۸۸   |
| ۳۸۷۱ | Reiz            | ۱۸ فوریه ۱۹۸۲   |
| ۳۸۷۲ | Akirafujii      | ۱۲ ژانویه ۱۹۸۳  |
| ۳۸۷۳ | Roddy           | ۲۱ نوامبر ۱۹۸۴  |
| ۳۸۷۴ | Stuart          | ۴ اکتبر ۱۹۸۶    |
| ۳۸۷۵ | Staehle         | ۱۷ مه ۱۹۸۸      |
| ۳۸۷۶ | Quaide          | ۱۹ مه ۱۹۸۸      |
| ۳۸۷۷ | Braes           | ۲۴ سپتامبر ۱۹۶۰ |
| ۳۸۷۸ | Jyoumon         | ۱۴ نوامبر ۱۹۸۲  |
| ۳۸۷۹ | Machar          | ۱۶ اوت ۱۹۸۳     |
| ۳۸۸۰ | Kaiserman       | ۲۱ نوامبر ۱۹۸۴  |
| ۳۸۸۱ | Doumergua       | ۱۵ نوامبر ۱۹۲۵  |
| ۳۸۸۲ | Johncox         | ۷ سپتامبر ۱۹۶۲  |
| ۳۸۸۳ | Verbano         | ۷ سپتامبر ۱۹۷۲  |
| ۳۸۸۴ | Alferov         | ۱۳ مارس ۱۹۷۷    |
| ۳۸۸۵ | Bogorodskij     | ۲۵ آوریل ۱۹۷۹   |
| ۳۸۸۶ | Shcherbakovia   | ۳ سپتامبر ۱۹۸۱  |
| ۳۸۸۷ | Gerstner        | ۲۲ اوت ۱۹۸۵     |
| ۳۸۸۸ | Hoyt            | ۲۸ مارس ۱۹۸۴    |
| ۳۸۸۹ | Menshikov       | ۶ سپتامبر ۱۹۷۲  |
| ۳۸۹۰ | Bunin           | ۱۸ دسامبر ۱۹۷۶  |
| ۳۸۹۱ | Werner          | ۳ مارس ۱۹۸۱     |
| ۳۸۹۲ | Dezso           | ۱۹ آوریل ۱۹۴۱   |
| ۳۸۹۳ | DeLaeter        | ۲۰ مارس ۱۹۸۰    |
| ۳۸۹۴ | Williamcooke    | ۱۴ اوت ۱۹۸۰     |
| ۳۸۹۵ | Earhart         | ۲۳ فوریه ۱۹۸۷   |
| ۳۸۹۶ | Pordenone       | ۱۸ نوامبر ۱۹۸۷  |
| ۳۸۹۷ | Louhi           | ۸ سپتامبر ۱۹۴۲  |
| ۳۸۹۸ | Curlewis        | ۲۶ سپتامبر ۱۹۸۱ |
| ۳۸۹۹ | Wichterle       | ۱۷ سپتامبر ۱۹۸۲ |
| ۳۹۰۰ | Knezevic        | ۱۴ سپتامبر ۱۹۸۵ |
| ۳۹۰۱ | Nanjingdaxue    | ۷ آوریل ۱۹۵۸    |
| ۳۹۰۲ | Yoritomo        | ۱۴ ژانویه ۱۹۸۶  |
| ۳۹۰۲ | Yoritomo        | SV۲             |
| ۳۹۰۴ | Honda           | ۲۲ فوریه ۱۹۸۸   |
| ۳۹۰۵ | Doppler         | ۲۸ اوت ۱۹۸۴     |
| ۳۹۰۶ | Chao            | ۳۱ مه ۱۹۸۷      |
| ۳۹۰۷ | Kilmartin       | ۱۴ اوت ۱۹۰۴     |
| ۳۹۰۸ | Nyx             | ۶ اوت ۱۹۸۰      |
| ۳۹۰۹ | Gladys          | ۱۵ مه ۱۹۸۸      |
| ۳۹۱۰ | Liszt           | ۱۶ سپتامبر ۱۹۸۸ |
| ۳۹۱۱ | Otomo           | ۳۱ اوت ۱۹۴۰     |
| ۳۹۱۲ | Troja           | ۱۶ سپتامبر ۱۹۸۸ |
| ۳۹۱۳ | Chemin          | ۲ دسامبر ۱۹۸۶   |
| ۳۹۱۴ | Kotogahama      | ۱۶ سپتامبر ۱۹۸۷ |
| ۳۹۱۵ | Fukushima       | ۱۵ اوت ۱۹۸۸     |
| ۳۹۱۶ | Maeva           | ۲۴ اوت ۱۹۸۱     |
| ۳۹۱۶ | Maeva           | CX              |
| ۳۹۱۸ | Brel            | ۱۳ اوت ۱۹۸۸     |
| ۳۹۱۹ | Maryanning      | ۲۳ فوریه ۱۹۸۴   |
| ۳۹۲۰ | Aubignan        | ۲۸ نوامبر ۱۹۴۸  |
| ۳۹۲۱ | Klementʹev      | ۱۹ ژوئیه ۱۹۷۱   |
| ۳۹۲۲ | Heather         | ۲۶ سپتامبر ۱۹۷۱ |
| ۳۹۲۳ | Radzievskij     | ۲۴ سپتامبر ۱۹۷۶ |
| ۳۹۲۴ | Birch           | ۱۱ فوریه ۱۹۷۷   |
| ۳۹۲۵ | Tretʹyakov      | ۱۹ سپتامبر ۱۹۷۷ |
| ۳۹۲۶ | Ramirez         | ۷ نوامبر ۱۹۷۸   |
| ۳۹۲۷ | Feliciaplatt    | ۵ مه ۱۹۸۱       |
| ۳۹۲۸ | Randa           | ۴ اوت ۱۹۸۱      |
| ۳۹۲۹ | Carmelmaria     | ۱۶ نوامبر ۱۹۸۱  |
| ۳۹۳۰ | Vasilev         | ۲۵ اکتبر ۱۹۸۲   |
| ۳۹۳۱ | Batten          | ۱ مارس ۱۹۸۴     |
| ۳۹۳۲ | Edshay          | ۲۷ سپتامبر ۱۹۸۴ |
| ۳۹۳۳ | Portugal        | ۱۲ مارس ۱۹۸۶    |
| ۳۹۳۴ | Tove            | ۲۳ فوریه ۱۹۸۷   |
| ۳۹۳۵ | Toatenmongakkai | ۱۴ اوت ۱۹۸۷     |
| ۳۹۳۶ | Elst            | ۱۶ اکتبر ۱۹۷۷   |
| ۳۹۳۷ | Bretagnon       | ۱۴ مارس ۱۹۳۲    |
| ۳۹۳۸ | Chapront        | ۲ اوت ۱۹۴۹      |
| ۳۹۳۹ | Huruhata        | ۷ آوریل ۱۹۵۳    |
| ۳۹۴۰ | Larion          | ۲۷ مارس ۱۹۷۳    |
| ۳۹۴۱ | Haydn           | ۲۷ اکتبر ۱۹۷۳   |
| ۳۹۴۲ | Churivannia     | ۱۱ سپتامبر ۱۹۷۷ |
| ۳۹۴۳ | Silbermann      | ۳ سپتامبر ۱۹۸۱  |
| ۳۹۴۴ | Halliday        | ۲۴ نوامبر ۱۹۸۱  |
| ۳۹۴۵ | Gerasimenko     | ۱۴ اوت ۱۹۸۲     |
| ۳۹۴۶ | Shor            | ۵ مارس ۱۹۸۳     |
| ۳۹۴۷ | Swedenborg      | ۱ دسامبر ۱۹۸۳   |
| ۳۹۴۸ | Bohr            | ۱۵ سپتامبر ۱۹۸۵ |
| ۳۹۴۹ | Mach            | ۲۰ اکتبر ۱۹۸۵   |
| ۳۹۵۰ | Yoshida         | ۸ فوریه ۱۹۸۶    |
| ۳۹۵۱ | Zichichi        | ۱۳ فوریه ۱۹۸۶   |
| ۳۹۵۲ | Russellmark     | ۱۴ مارس ۱۹۸۶    |
| ۳۹۵۳ | Perth           | ۶ نوامبر ۱۹۸۶   |
| ۳۹۵۴ | Mendelssohn     | ۲۴ آوریل ۱۹۸۷   |
| ۳۹۵۵ | Bruckner        | ۹ سپتامبر ۱۹۸۸  |
| ۳۹۵۶ | Caspar          | ۳ نوامبر ۱۹۸۸   |
| ۳۹۵۷ | Sugie           | ۲۴ ژوئیه ۱۹۳۳   |
| ۳۹۵۸ | Komendantov     | ۱۰ اکتبر ۱۹۵۳   |
| ۳۹۵۹ | Irwin           | ۲۸ اکتبر ۱۹۵۴   |
| ۳۹۶۰ | Chaliubieju     | ۲۰ ژانویه ۱۹۵۵  |
| ۳۹۶۱ | Arthurcox       | ۳۱ ژوئیه ۱۹۶۲   |
| ۳۹۶۲ | Valyaev         | ۸ فوریه ۱۹۶۷    |
| ۳۹۶۳ | Paradzhanov     | ۸ اکتبر ۱۹۶۹    |
| ۳۹۶۴ | Danilevskij     | ۱۲ سپتامبر ۱۹۷۴ |
| ۳۹۶۵ | Konopleva       | ۸ نوامبر ۱۹۷۵   |
| ۳۹۶۶ | Cherednichenko  | ۲۴ سپتامبر ۱۹۷۶ |
| ۳۹۶۷ | Shekhtelia      | ۱۶ دسامبر ۱۹۷۶  |
| ۳۹۶۸ | Koptelov        | ۸ اکتبر ۱۹۷۸    |
| ۳۹۶۹ | Rossi           | ۹ اکتبر ۱۹۷۸    |
| ۳۹۷۰ | Herran          | ۲۸ ژوئن ۱۹۷۹    |
| ۳۹۷۱ | Voronikhin      | ۲۳ دسامبر ۱۹۷۹  |
| ۳۹۷۲ | Richard         | ۶ مه ۱۹۸۱       |
| ۳۹۷۳ | Ogilvie         | ۳۰ اکتبر ۱۹۸۱   |
| ۳۹۷۴ | Verveer         | ۲۸ مارس ۱۹۸۲    |
| ۳۹۷۵ | Verdi           | ۱۹ اکتبر ۱۹۸۲   |
| ۳۹۷۶ | Lise            | ۶ مه ۱۹۸۳       |
| ۳۹۷۷ | Maxine          | ۱۴ ژوئن ۱۹۸۳    |
| ۳۹۷۸ | Klepesta        | ۷ نوامبر ۱۹۸۳   |
| ۳۹۷۹ | Brorsen         | ۸ نوامبر ۱۹۸۳   |
| ۳۹۸۰ | Hviezdoslav     | ۴ دسامبر ۱۹۸۳   |
| ۳۹۸۱ | Stodola         | ۲۶ ژانویه ۱۹۸۴  |
| ۳۹۸۲ | Kastelʹ         | ۲ مه ۱۹۸۴       |
| ۳۹۸۳ | Sakiko          | ۲۰ سپتامبر ۱۹۸۴ |
| ۳۹۸۴ | Chacos          | ۲۱ سپتامبر ۱۹۸۴ |
| ۳۹۸۵ | Raybatson       | ۱۲ فوریه ۱۹۸۵   |
| ۳۹۸۶ | Rozhkovskij     | ۱۹ سپتامبر ۱۹۸۵ |
| ۳۹۸۷ | Wujek           | ۵ مارس ۱۹۸۶     |
| ۳۹۸۷ | 1986 LA         | ۴ ژوئن ۱۹۸۶     |
| ۳۹۸۹ | Odin            | ۸ سپتامبر ۱۹۸۶  |
| ۳۹۹۰ | Heimdal         | ۲۵ سپتامبر ۱۹۸۷ |
| ۳۹۹۱ | Basilevsky      | ۲۶ سپتامبر ۱۹۸۷ |
| ۳۹۹۲ | Wagner          | ۲۹ سپتامبر ۱۹۸۷ |
| ۳۹۹۳ | Sorm            | ۴ نوامبر ۱۹۸۸   |
| ۳۹۹۴ | Ayashi          | ۲ دسامبر ۱۹۸۸   |
| ۳۹۹۵ | Sakaino         | ۵ دسامبر ۱۹۸۸   |
| ۳۹۹۶ | Fugaku          | ۵ دسامبر ۱۹۸۸   |
| ۳۹۹۷ | Taga            | ۶ دسامبر ۱۹۸۸   |
| ۳۹۹۸ | Tezuka          | ۱ ژانویه ۱۹۸۹   |
| ۳۹۹۹ | Aristarchus     | ۵ ژانویه ۱۹۸۹   |
| ۴۰۰۰ | Hipparchus      | ۴ ژانویه ۱۹۸۹   |